# کامیکس زون
کامیکس زون یا منطقه کمیک (انگلیسی: Comix Zone) یک بازی ویدئویی در سبک بیت ام آپ است که توسط سگا و در سال ۱۹۹۵ و در پلت‌فرم‌های گیم بوی ادونس، داس و سگا جنسیس منتشر شده‌است.

## داستان
نقاشی ترنر، یک هنرمند گرسنه و نوازنده راک آزاد، در شهر نیویورک زندگی می‌کند، در حال کار بر روی جدیدترین کتاب کمیک خود، به نام «منطقه کمیکس» است. کامیکس زون داستان تلاش امپراطوری جهانی برای دفاع از زمین از تهاجم بیگانه‌های بیگانه، با الهام گرفتن از رؤیاها و کابوس‌های اسکچ (عجیب واضح) است. یک شب، در حالی که اسکچ در خلال یک رعد و برق در منطقه Comix کار می‌کند، یک رعد و برق پیچیده به یک کمیک طنز تبدیل می‌شود. در این لحظه، خائن اصلی کامیکس زون - یک جهش قدرتمند به نام Mortus - موفق به فرار از صفحات کمیک کتاب می‌شود، خواستار کشتن اسکچ می‌شود، بنابراین می‌تواند تبدیل به گوشت و خون شود و دنیای واقعی را بگیرد. از آنجایی که او در واقع هیچ قدرتی ندارد، مورتوس اسکچ را به دنیای کمیک خود می‌فرستد، آزادانه در حال کشیدن دشمنان تلاش می‌کند که او را بکشند.

## بازخوردها
| گردآورنده  | امتیاز        |
| ---------- | ------------- |
| گیم‌رنکینگز | (SMD) ۷۶٪     |
| متاکریتیک  | (X360) ۷۱/۱۰۰ |

| ناشر                    | امتیاز         |
| ----------------------- | -------------- |
| آل‌گیم                   | (SMD)          |
| الکترونیک گیمینگ مانثلی | (SMD) ۷.۸۲۵/۱۰ |
| فامیتسو                 | (SMD) ۳۰/۴۰    |
| نکست جنریشن             | [ ۷ ]          |

منتقدین داستان و طراحی بازی را ستودند و گیم پلی نسبتاً تکراری را نقطه ضعف دانستند.